# Apocalipsis arameo

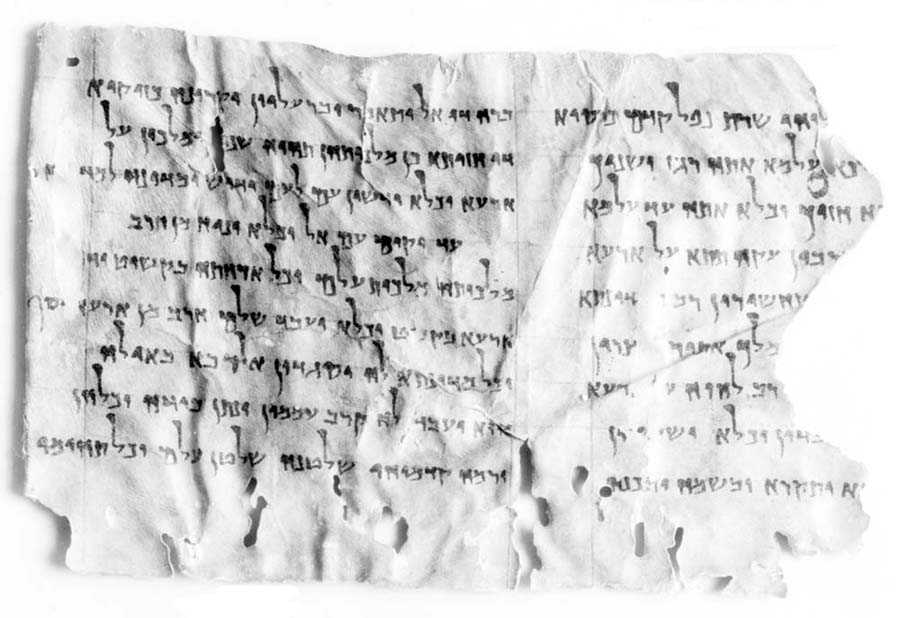
Manuscrito 4Q246

El Apocalipsis arameo, también conocido como el 4Q246, es uno de los Rollos del Mar Muerto que se encuentran en Qumran que es notable por una mención mesiánica temprana de un Hijo de Dios. El texto es un fragmento en idioma arameo adquirido por primera vez en 1958 de la cueva 4 en Qumrán, y el principal debate sobre este fragmento ha sido sobre la identidad de esta figura del Hijo de Dios.

## Idioma
Los Rollos del Mar Muerto fueron escritos en hebreo, griego y arameo. De acuerdo al período de tiempo en que se escribió el texto del Hijo de Dios, alrededor del año 100 a. C., es muy probable que este fragmento en arameo se escribió usando arameo palestino judío en lugar del arameo oficial. El arameo palestino judío se utilizó entre el 200 a. C. y el 200 d. C., cuando los subdialectos se utilizaban para escribir los manuscritos que se encuentran en Qumrán. 
Este texto está escrito en una fina escritura herodiana, que se descifra fácilmente. No se puede subestimar la importancia de este texto para los principios y la teología de la comunidad de Qumrán. Su lenguaje revela que es apocalíptico; habla de la angustia que vendrá sobre la tierra y del reinado desastroso de los enemigos.

## Texto
El Apocalipsis tiene un texto breve. La columna 1 (mano derecha) está dañada y requiere una restauración interpretativa. Este es uno de los fragmentos más pequeños encontrados en la Cueva 4. El texto incluye frases como "hijo de Dios" y "el Altísimo", por lo que se considera que las dos referencias de Daniel 7:13-14 y Lucas 1:32-33, 35 están relacionadas con las frases fragmentarias. Es imposible estimar exactamente como de largo pudo haber sido el pergamino completo, pero la longitud de la columna es solo la mitad que la de un pergamino de tamaño normal. Paleográficamente, el texto fue dicho por Józef Milik (según Fitzmyer) que data del último tercio del siglo I a. C., juicio con el que Puech está de acuerdo. Las formas de las letras son las de la escritura "herodiana formal temprana", aunque las fechas de Milik y Puech pueden ser demasiado estrechas.
A continuación se muestra el texto completo, formateado para reflejar el texto real en el pergamino. Se lee de izquierda a derecha, y las secciones entre corchetes son las partes desconocidas donde el pergamino se ha dañado:
| Columna II | Columna I |
| --- | --- |
| 1. Será llamado hijo de Dios, lo llamarán el hijo del Altísimo. Pero como los meteoritos 2. que viste en tu visión, así será su reino. Reinarán solo unos años sobre 3. la tierra, mientras gente pisotea a gente y nación pisotea a nación. 4. Hasta que se levante el pueblo de Dios; entonces todos descansarán de la guerra. 5. Su reino será un reino eterno y todos sus caminos serán justos. Ellos juzgarán 6. la tierra con justicia, y todas las naciones harán la paz. La guerra cesará de la tierra, 7. y todas las naciones les rendirán homenaje. El gran Dios será su ayuda, 8. Él mismo luchará por ellos, poniendo a los pueblos en su poder, 9. derrocándolos ante ellos. El gobierno de Dios será un gobierno eterno y todas las profundidades de 10. [la tierra son Suyas]. | 1. [...] [un espíritu de Dios] reposó sobre él, se postró ante el trono. 2. [...el rey], la ira viene al mundo, y tus años 3. [se abreviarán... tal] es su visión, y todo ello está por llegar al mundo. 4. [...En medio de] grandes [señales], la tribulación vendrá sobre la tierra. 5. [...Después de mucha matanza] y masacre, un príncipe de naciones 6. [se levantará...] el rey de Asiria y Egipto 7. [...] él gobernará sobre la tierra 8. [...] estarán sujetos a él y todos obedecerán 9. [él.] [También su hijo] será llamado El Grande, y será designado su nombre. |

## Interpretación
Uno de los principales debates entre los estudiosos sobre el texto del hijo de Dios es la identidad de la figura llamada "hijo de Dios". El texto dice que él viene durante "tribulación", su padre "gobernará la tierra" y esta figura "se llamará El Grande", y estos dos reinarán durante "unos años" mientras las naciones se "pisotean " la uno a la otra. Mientras que algunos dicen que éste es un "profeta escatológico" o "figura mesiánica", otros argumentan que se trata de "una figura negativa", posiblemente un "rey sirio", como Antíoco IV Epífanes que se describe en Daniel 7, una figura tipo Anticristo.
Cuando parte del 4Q246 se publicó por primera vez en 1974, la frase "será llamado hijo de Dios e hijo del Altísimo" (col 2:1) recordó a muchos eruditos el lenguaje de los evangelios al describir a Jesús: "Este será grande, y será llamado Hijo del Altísimo" (Lucas 1:32) y "será llamado Hijo de Dios" (Lucas 1:35). Esto añadió prueba a los ojos de algunos eruditos de que la creencia judía era que el Mesías venidero sería un rey que traería la paz, y sería "llamado por judíos del Segundo Templo el 'Hijo de Dios' ". Pero otros vieron esta figura "como un villano, uno que usurpa el lugar de Dios pero posteriormente es derrocado por el "pueblo de Dios", que tiene a Dios de su lado." Cuando el texto completo fue publicado, más investigadores concluyeron que esta última interpretación era correcta.
Hay varios argumentos a favor de una figura mesiánica. Primero está el paralelo discutido previamente en Lucas 1. También hay un paralelo mesiánico en 2 Samuel 7: 12-14, donde Dios le dice a rey David que de su descendencia Dios establecerá su reino eterno, y Dios "será su padre, y será hijo [de Dios]. Luego, a diferencia del pasaje en Daniel 7, donde los bestia en la visión (Antíoco IV) es juzgado por Dios (vv. 11,26), los títulos dados a la figura en este manuscrito "nunca se disputan, y no se emite ningún juicio sobre esta figura después de que surge el pueblo de Dios". Estos eruditos también argumentan que Col. 2:4 es ambiguo, y podría significar que la figura "levantará al pueblo de Dios", lo que lo convierte en una figura salvadora que podría estar presente en tiempos de tribulación.
Dado el contexto del período helenístico y el gobierno opresivo, muchos concluyen que el texto se refiere a Antíoco IV Epífanes, un rey sirio de 170-164 a. C. El título Epífanes (griego para "apariencia") "resume la noción de un rey humano como Dios manifestado", un nombre jactancioso que es paralelo a los nombres de este texto, y la jactancia del cuerno pequeño en Daniel 7.
El fragmento del texto del hijo de Dios tiene una segunda columna completa y una primera columna fragmentada que sugiere que originalmente estaba conectada a otra columna. Dado que el fragmento es tan pequeño, es peligroso llegar a una conclusión sólida sobre esta figura; una versión completa del texto probablemente resolvería este debate.